# Budynek koszarowo-bojowy
Budynek koszarowo-bojowy – ceglany lub betonowy kompleks pełniący funkcje: 
1. bojowe jako stanowiska dla broni ciężkiej i lekkiej,
2. mieszkalne jako miejsce zakwaterowania załogi fortu,
3. magazynowe dla przechowywania zapasów żywności i amunicji.